# Sandro Cortese

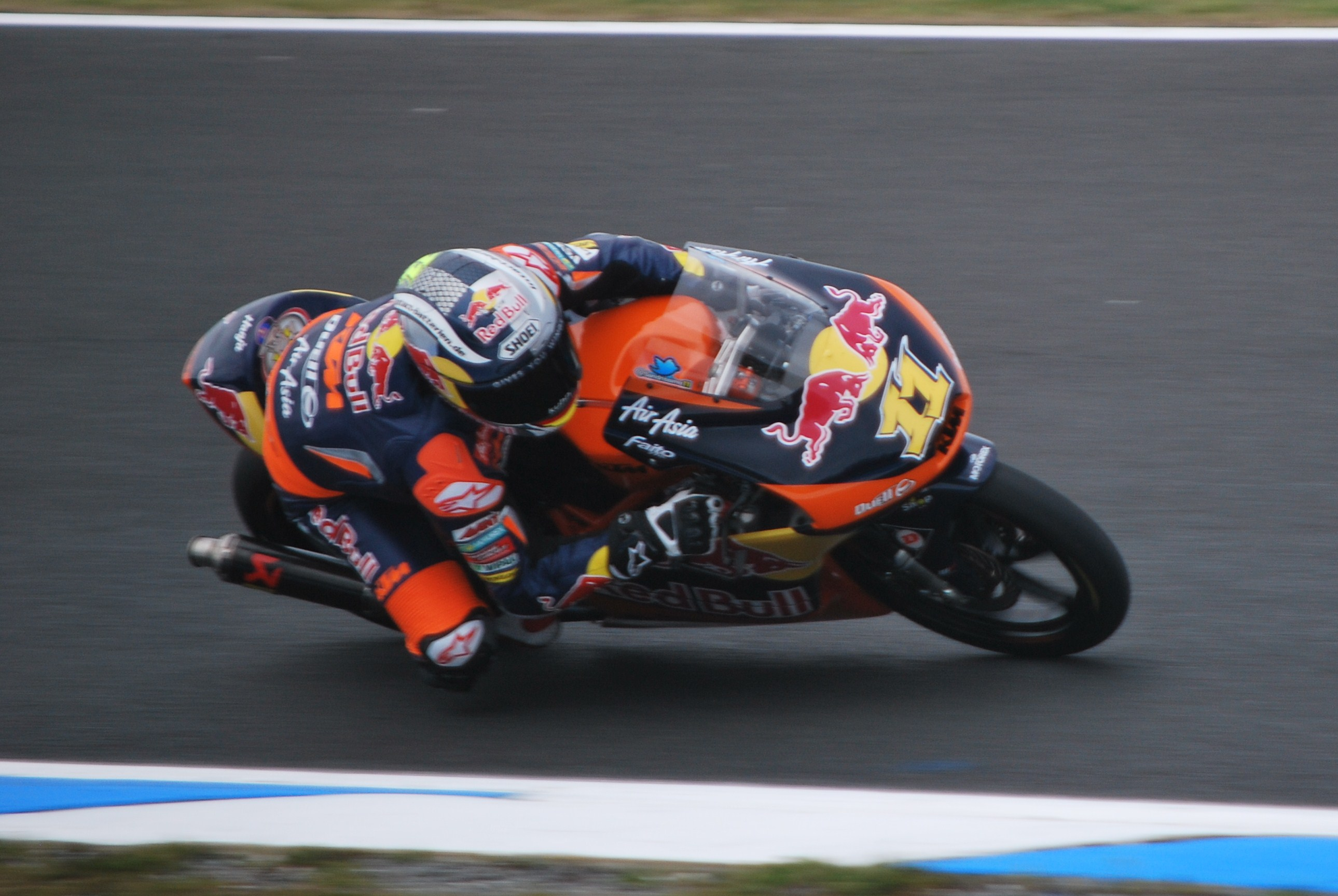
Sandro Cortese in der Weltmeister-Saison 2012

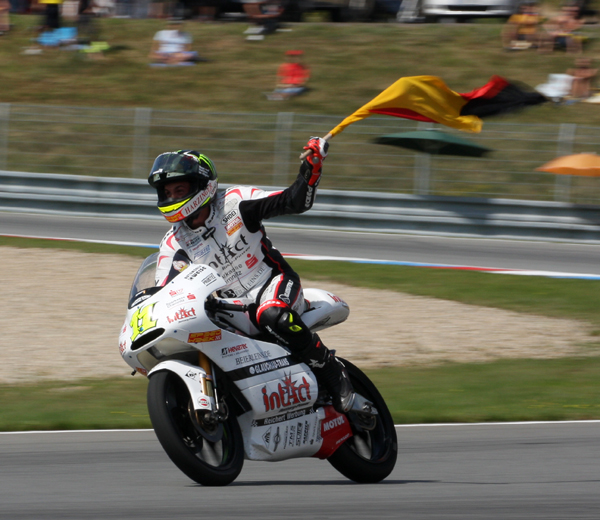
Cortese 2011 beim Großen Preis von Tschechien

Alessandro „Sandro“ Cortese (* 6. Januar 1990 in Ochsenhausen) ist ein ehemaliger deutscher Motorradrennfahrer. In der Saison 2012 startete er auf einer KTM im Team Red Bull Ajo Motorsport in der Moto3-Klasse der Motorrad-Weltmeisterschaft und wurde Weltmeister.

## Werdegang
Sandro Cortese ist als Sohn eines Italieners und einer Deutschen auf dem elterlichen Metallbaubetrieb in Berkheim an der Iller aufgewachsen. Er begann bereits im Alter von zweieinhalb Jahren auf einem kleinen Motorrad Motocross zu fahren; später auch Pocket-Bike. In den Jahren 2003 und 2004 nahm der 1,69 m große Cortese an der Internationalen Deutschen Motorradmeisterschaft in der 125-cm³-Klasse teil. In der Endabrechnung der Meisterschaft belegte er die Plätze vier (2003) und zehn (2004). 2004 trat er unter anderem gegen Stefan Bradl an, der den fünften Gesamtrang belegte.
2005 absolvierte Cortese seine erste komplette Saison in der 125-cm³-Klasse der Motorrad-Weltmeisterschaft für das deutsche Team Kiefer-Bos-Sotin Racing der Gebrüder Kiefer auf Honda. Er belegte mit acht Punkten am Ende Rang 26 der Weltmeisterschaft.
Zur Saison 2006 wechselte Cortese zum Schweizer Elit-Team von Daniel Epp und wurde dort Teamkollege des Vorjahresweltmeisters Thomas Lüthi. Mit einer Vorjahres-Werks-Honda fuhr Cortese 23 Punkte ein und steigerte sich auf den 17. Platz in der Endabrechnung.
In der Saison 2007 startete Cortese wieder für sein Team aus dem Vorjahr, das nun Emmi-Caffe-Latte hieß und auf Aprilia startete. Einige Highlights konnte er im Qualifying zeigen, in den Rennen lief es aber meistens nicht so gut.
Für die Motorrad-Weltmeisterschaft 2008 bekam Cortese eine offizielle Werks-Aprilia, das gleiche Motorrad wie es Weltmeister Gábor Talmácsi zur Verfügung stand. Zu Beginn der Saison behinderte ihn eine Verletzung, aber Cortese steigerte sich von Rennen zu Rennen. Kurz vor Saisonabschluss schaffte er sein bis dahin bestes Ergebnis. Beim Großen Preis von Malaysia in Sepang verfehlte er als Vierter einen Podiumsplatz nur um 30 Hundertstelsekunden. In der Gesamtwertung belegte Sandro Cortese mit 141 Zählern Rang acht.
Beim Auftaktrennen der Saison 2009, dem Großen Preis von Katar in Losail, wurde Cortese, mittlerweile auf einer 125-cm³-Derbi des Teams Ajo Interwetten, mit dem der Franzose Mike Di Meglio im Vorjahr Weltmeister geworden war, in einem nach vier Runden wegen Regens abgebrochenen Rennen Dritter und fuhr damit seine erste Podiumsplatzierung in der Motorrad-Weltmeisterschaft ein. Im niederländischen Assen erfuhr er im Juni 2009 seine erste Pole-Position.
Im Mai 2011 gründete er die Sandro Cortese Junior Bike Schule, mit der er sich um Nachwuchsrennfahrer kümmert. Am 14. August 2011 fuhr er in Brünn beim Großen Preis von Tschechien seinen ersten Grand-Prix-Sieg ein, nachdem er zuvor 108 Rennen in der WM sieglos geblieben war. Am Ende der Saison 2011 erreichte Cortese mit 225 Punkten den vierten Gesamtrang der Weltmeisterschaft in der 125-cm³-Klasse.
In der Moto3-Klasse, die 2012 die Achtelliter-Kategorie ablöste, gewann Cortese am 8. Juli 2012 als erster Deutscher seit 41 Jahren den Sachsenring-Grand-Prix und übernahm damit die Führung in der Weltmeisterschaft. Am 21. Oktober siegte er beim Großen Preis von Malaysia in Sepang, dem drittletzten Lauf der Meisterschaft, und wurde damit vorzeitig erster Weltmeister der Moto3-Klasse. Am 17. November 2012 bereiteten ihm seine Heimatgemeinde und 7.000 Fans einen Empfang im Rathaus, bei dem er sich in das Goldene Buch eintrug. Auch MotoGP-Fahrer Stefan Bradl und DTM-Champion Mattias Ekström waren anwesend. Matthias Dolderer überflog bei nebligem Wetter mehrere Male im Tiefflug die Gemeinde Berkheim. KTM-Motorsportchef Pit Beirer schenkte ihm seine Maschine.
Ab der Saison 2013 fuhr Cortese im neu gegründeten Team Intact GP unter Leitung von Jürgen Lingg, Wolfgang Kuhn und Stefan Keckeisen auf Kalex in der Moto2-Klasse. In seiner ersten Saison belegte er im Gesamtklassement Rang 20. Im zweiten Jahr in der Moto2-Weltmeisterschaft belegte er im Gesamtklassement den neunten Rang. 2015 beendete er die Saison auf Platz elf.
Zur Saison 2018 wechselte Sandro Cortese zum finnischen Rennstall Kallio Racing in die FIM-Supersport-Weltmeisterschaft. Mit zwei Siegen und insgesamt 208 WM-Punkten sicherte er sich auf Anhieb den WM-Titel. In der Gesamtwertung hatte Cortese ab Saisonabschluss 23 Zähler auf den Titelverteidiger Lucas Mahias (Yamaha). Cortese wurde damit der erste Fahrer, der sowohl in einer Klasse der Motorrad-Weltmeischaft als auch in der Supersport-WM den Titel einfahren konnte.
Die Saison 2019 bestritt Cortese in der Superbike-Weltmeisterschaft für das italienische GRT Yamaha WorldSBK Team auf Yamaha. Er beendete sein erstes Jahr in der Superbike-WM auf Gesamtrang 12. 2020 fuhr er ebenfalls in der Superbike-WM, wechselte jedoch zum Team OUTDO Kawasaki TPR. Ein Unfall beendete die Saison frühzeitig.
2021 moderierte Cortese die ServusTV-Übertragungen der Superbike-Weltmeisterschaft. Seit 2023 ist er auch bei den MotoGP-Übertragungen dabei.
Im April 2022 gab er seinen Rücktritt als Rennfahrer bekannt.
Er lebt mit seiner Freundin Alina zusammen, mit der er eine Tochter namens Carlotta (* 2023) hat.

## Statistik

### Erfolge
- 2012 – Moto3-Weltmeister auf KTM
- 2018 – Supersport-Weltmeister auf Yamaha
- 7 Grand-Prix-Siege

### In der Motorrad-Weltmeisterschaft
| Saison | Klasse  | Team                    | Motorrad | Rennen | Siege | Zweiter | Dritter | Poles | Schn. Runden | Punkte | Ergebnis    |
| ------ | ------- | ----------------------- | -------- | ------ | ----- | ------- | ------- | ----- | ------------ | ------ | ----------- |
| 2005   | 125 cm³ | Kiefer Bos Racing Team  | Honda    | 16     | –     | –       | –       | –     | –            | 8      | 26.         |
| 2006   | 125 cm³ | Elit Emmi Caffé Latte   | Honda    | 16     | –     | –       | –       | –     | –            | 23     | 17.         |
| 2007   | 125 cm³ | Emmi Caffé Latte        | Aprilia  | 17     | –     | –       | –       | –     | –            | 66     | 14.         |
| 2008   | 125 cm³ | Emmi Caffé Latte        | Aprilia  | 17     | –     | –       | –       | –     | 1            | 141    | 8.          |
| 2009   | 125 cm³ | Ajo Interwetten         | Derbi    | 16     | –     | 1       | 2       | 1     | 2            | 130    | 6.          |
| 2010   | 125 cm³ | Red Bull Ajo Motorsport | Derbi    | 17     | –     | 1       | 1       | 1     | 2            | 143    | 7.          |
| 2011   | 125 cm³ | Racing-Team-Germany     | Aprilia  | 17     | 2     | 3       | 1       | 1     | 2            | 225    | 4.          |
| 2012   | Moto3   | Red Bull Ajo Motorsport | KTM      | 17     | 5     | 5       | 5       | 7     | 4            | 325    | Weltmeister |
| 2013   | Moto2   | Dynavolt IntactGP       | Kalex    | 17     | –     | –       | –       | –     | –            | 22     | 19.         |
| 2014   | Moto2   | Dynavolt IntactGP       | Kalex    | 18     | –     | –       | 1       | –     | –            | 85     | 9.          |
| 2015   | Moto2   | Dynavolt IntactGP       | Kalex    | 18     | –     | –       | 1       | –     | –            | 90     | 11.         |
| 2016   | Moto2   | Dynavolt IntactGP       | Kalex    | 17     | –     | –       | 1       | –     | –            | 61     | 15.         |
| 2017   | Moto2   | Dynavolt IntactGP       | Suter    | 18     | –     | –       | –       | –     | –            | 43     | 18.         |
| Gesamt | Gesamt  | Gesamt                  | Gesamt   | 221    | 7     | 10      | 12      | 10    | 11           | 1362   | 1 WM-Titel  |

Grand-Prix-Siege
| Saison | Klasse  | Rennen                                              |
| ------ | ------- | --------------------------------------------------- |
| 2011   | 125 cm³ | Tschechien Australien                               |
| 2012   | Moto3   | Portugal Deutschland San Marino Malaysia Australien |

Rekorde in der Motorrad-Weltmeisterschaft
- Moto3-Klasse
  - meiste Podestplätze in einer Saison: 15 (2013) 1

Anmerkungen:

### In der Supersport-Weltmeisterschaft
| Saison | Team          | Motorrad      | Rennen | Siege | Zweiter | Dritter | Poles | Schn. Runden | Punkte | Ergebnis    |
| ------ | ------------- | ------------- | ------ | ----- | ------- | ------- | ----- | ------------ | ------ | ----------- |
| 2018   | Kallio Racing | Yamaha YZF-R6 | 12     | 2     | 4       | 2       | 3     | 7            | 208    | Weltmeister |
| Gesamt | Gesamt        | Gesamt        | 12     | 2     | 4       | 2       | 3     | 7            | 208    | 1 WM-Titel  |

### In der Superbike-Weltmeisterschaft
| Saison | Team                     | Motorrad               | Rennen | Siege | Zweiter | Dritter | Poles | Schn. Runden | Punkte | Ergebnis |
| ------ | ------------------------ | ---------------------- | ------ | ----- | ------- | ------- | ----- | ------------ | ------ | -------- |
| 2019   | GRT Yamaha WorldSBK Team | Yamaha YZF-R1          | 36     | –     | –       | –       | –     | –            | 134    | 12.      |
| 2020   | OUTDO Kawasaki TPR       | Kawasaki Ninja ZX-10 R | 7      | –     | –       | –       | –     | –            | 14     | 19.      |
| Gesamt | Gesamt                   | Gesamt                 | 43     | 0     | 0       | 0       | 0     | 0            | 148    |          |

## Verweise